# Sobre os ombros de gigantes

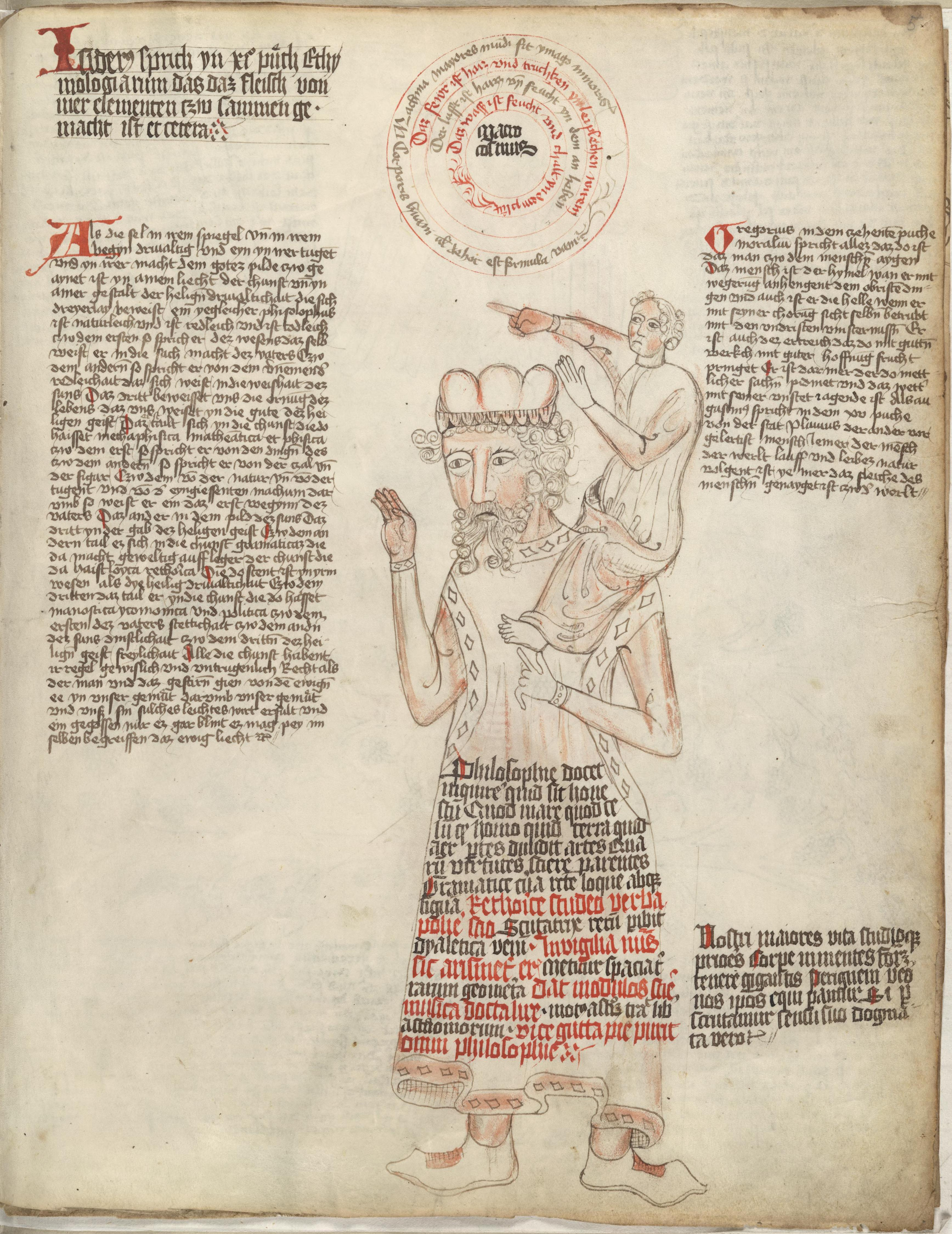
A referência desta ilustração em um manuscrito medieval é derivada da mitologia grega: o gigante cego Órion carregando seu servo Cedálion nos ombros para agir como seus olhos.

A metáfora dos anões estarem sobre ombros de gigantes (em latim: nanos gigantum humeris insidentes) expressa o significado de "descobrir a verdade a partir das descobertas anteriores". Esse conceito tem origem no século XII, e é atribuído a Bernardo de Chartres. Seu uso mais conhecido procede de Isaac Newton, que escreveu em 1675: "Se eu vi mais longe, foi por estar sobre ombros de gigantes."

## Atribuição e significado
A atribuição de Bernardo de Chartres foi feita por João de Salisbury. Em 1159, João escreveu em seu Metalogicon: "Bernardo de Chartres costumava nos comparar a anões empoleirados nos ombros de gigantes. Ele ressaltou que podemos ver mais e mais longe do que nossos predecessores, não porque temos visão mais aguçada ou maior altura, mas porque somos levantados e carregados sobre sua estatura gigantesca." 

De acordo com o medievalista Richard William Sul, Bernardo estava comparando seus contemporâneos, os estudiosos do século XII, com os antigos sábios da Grécia e de Roma:
[A frase] resume o papel das escolas catedrais na história do conhecimento, e, de fato, caracteriza a era que começou com o Papa Silvestre II (950-1003) e Fulberto de Chartres (960-1028), fechando com Pedro Abelardo no primeiro quarto do século XII. [A frase] não é uma grande reivindicação; nem também é um exemplo de rebaixamento ante o santuário de antiguidade. Ela é uma observação muito perspicaz e justa, e o ponto importante e original era que o anão poderia ver um pouco além do que o gigante. Isso foi possível, acima de tudo, devido às escolas catedrais, com sua falta de uma tradição enraizada e estar livre de uma rotina de estudo claramente definida.

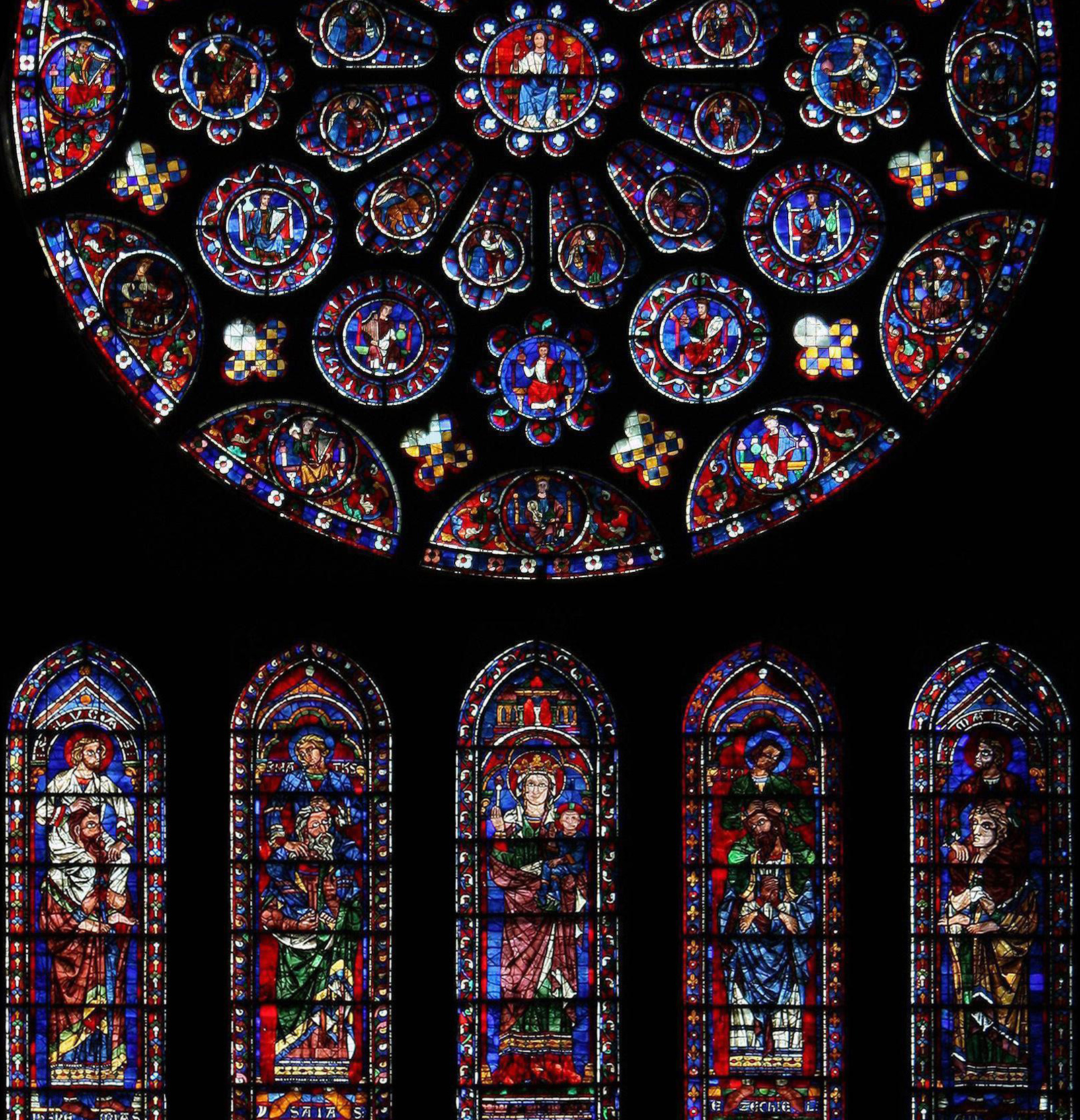
Representação dos evangelistas do Novo Testamento sobre os ombros dos profetas do Antigo Testamento, olhando para o Messias (da rosácea sul da Catedral de Chartres)

Essa imagem aparece visualmente representada no vitral sul do transepto da Catedral de Chartres. As janelas altas sob a rosácea mostram os quatro grandes profetas da Bíblia hebraica (Isaías, Jeremias, Ezequiel e Daniel) como gigantescas figuras, e os quatro evangelistas do Novo Testamento (Mateus, Marcos, Lucas e João) como pessoas de tamanho normal sentadas em seus ombros. Os evangelistas, embora menores, "viam mais" do que os enorme profetas (uma vez que eles viram o Messias sobre quem os profetas falaram).
A frase também aparece nas obras do tosafista judeu Isaías de Trani (c. 1180 – c. 1250):
Se Josué, filho de Nun, deveria endossar uma posição equivocada, eu gostaria logo de a rejeitar. Eu não hesito em expressar a minha opinião sobre tais assuntos, de acordo com a módica inteligência alocada a mim. Eu nunca fui arrogante, alegando "a Minha Sabedoria me serviu bem". Em vez disso, usei para mim a parábola dos filósofos. Pois eu ouvi o seguinte deles: o mais sábio dos filósofos perguntou, "admitimos que os nossos antepassados eram mais sábios do que nós. Ao mesmo tempo, criticamos seus comentários, muitas vezes rejeitando-os e afirmando que a verdade é nossa. Como isso é possível?" O sábio filósofo respondeu: "Quem vê mais, um anão ou um gigante? Certamente um gigante, pois os seus olhos estão situados em um nível superior aos do anão. Mas se o anão fica sobre os ombros de gigantes, quem vê mais? ... Assim também nós somos anões sobre os ombros de gigantes. Dominamos sua sabedoria e seguimos para além dela. Devido à sua sabedoria, crescemos sábios e somos capazes de dizer tudo o que dizemos, mas não porque somos maiores do que eles."

## Referências durante os séculos XVI-XIX

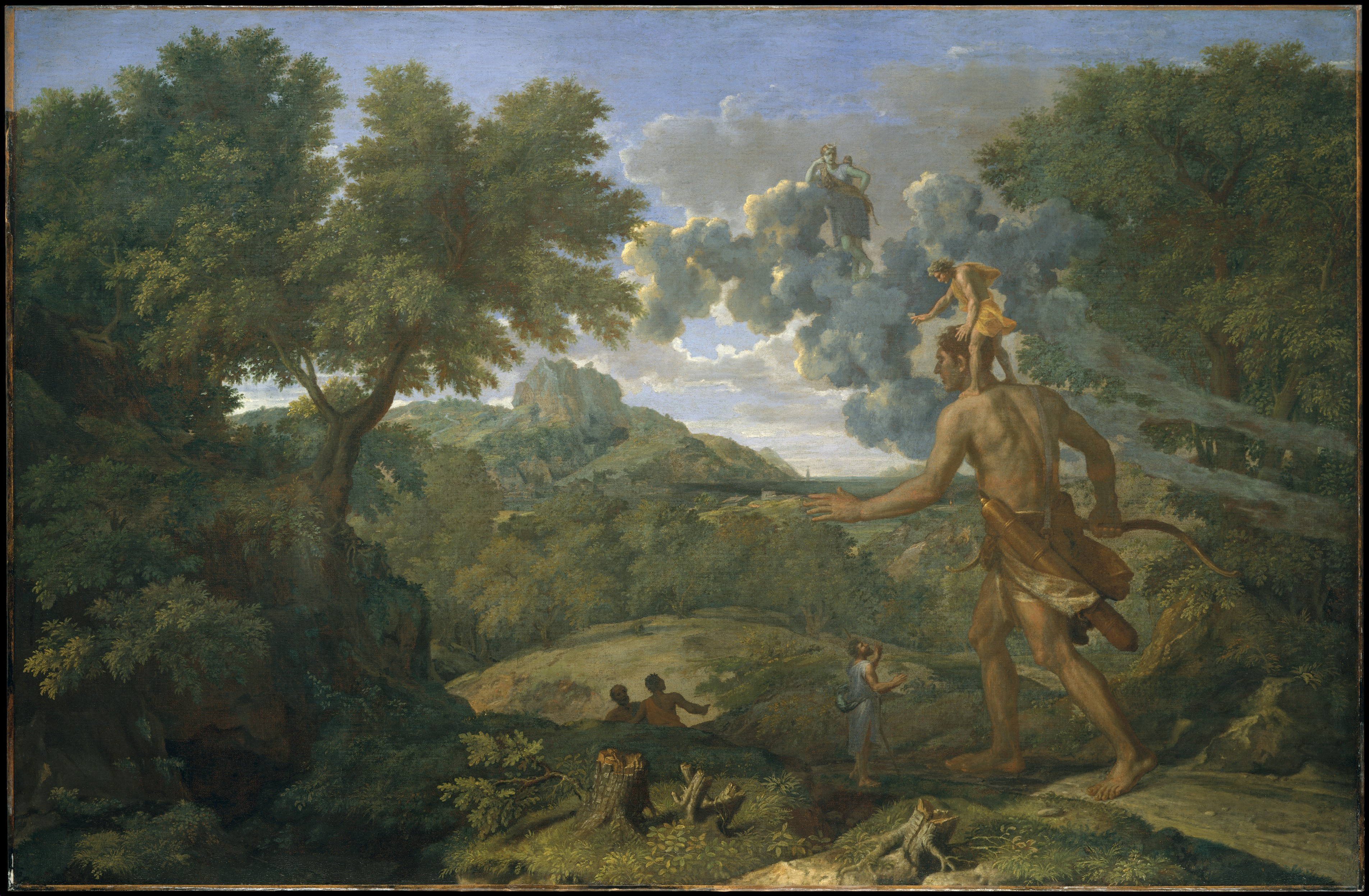
Cedálion sobre os ombros de Órion, da tela Cego Órion Procurando o Sol Nascente, de Nicolas Poussin, 1658, óleo sobre tela; 46 7/8 x 72. (119.1 x de 182,9 cm), Metropolitan Museum of Art.